# 歐羅堡球場

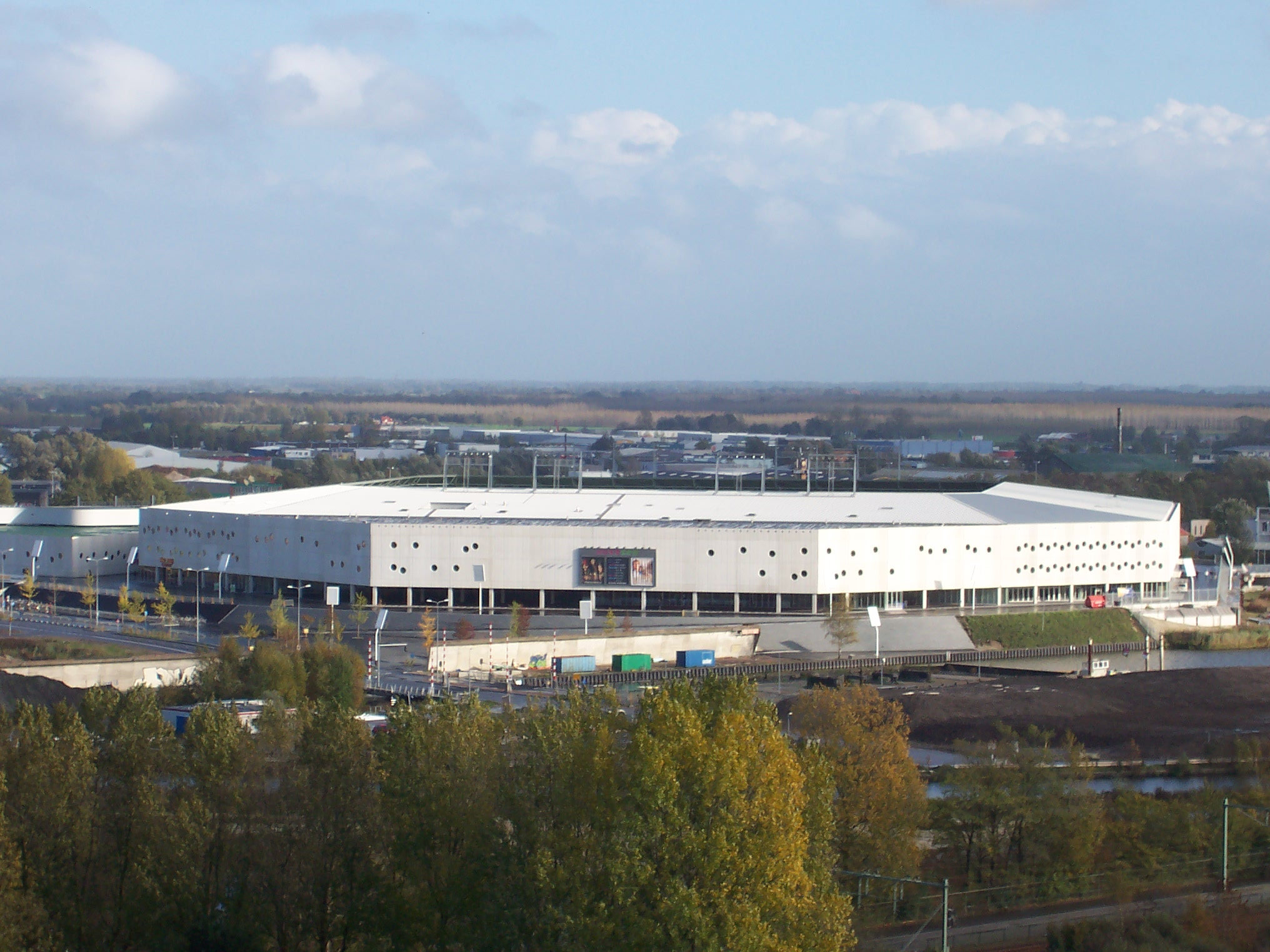
球場外觀

歐羅堡球場（荷蘭語：Euroborg）是位於荷蘭格羅寧根的體育場館，2018年起，由日立金融管理贊助而又稱為日立金融管理球場（Hitachi Capital Mobility Stadion），目前是荷兰足球甲级联赛格羅寧根足球會的主場館，於2006年啟用，取代了原先的奥斯特帕克球場（Oosterpark Stadion）。歐羅堡球場擁有22,525個座位，該球場的座位完全以格羅寧根足球會的代表色—綠色和白色覆蓋。綽號de Groene Hel（綠色地獄）及de Groene Kathedraal（綠色大教堂）。

## 國際賽事
2007年6月23日，歐羅堡球場舉行了2007年歐洲U-21足球錦標賽決賽。地主荷蘭以4-1戰勝塞爾維亞隊贏得了勝利。

## 交通
體育館鄰近格羅寧根歐羅巴公園車站。